# Гончар Андрій Семенович
Андрій Семенович Гонча́р (нар. 1823, Бубнівка — пом. 1926, Бубнівка) — український майстер художньої кераміки.

## Біографія
Народився у 1823 році в селі Бубнівці (тепер Гайсинський район Вінницької області, Україна). Навчався і працював у гайсинських гончарів, де опанував художній підполивний ріжковий та фляндровий розписи. Після 1861 року в Бубнівці відкрив гончарну майстерню, де склалася окрема школа Бубнівської кераміки. Під його керівництвом у селі 1891 року побудовано Новотроїцьку церкву.
Помер у Бубнівці 1926 року.

## Творчість
Вироби — полив'яні миски, полумиски, тарілки, баклаги, куманці, глечики, гладущики, відзначаються вишуканістю форм і багатством орнаментальних мотивів. 
Роботи зберігаються у Музеї українського народного декоративного мистецтва у Києві, музеях Вінниці, Полтави, Російському етнографічному музеї у Санкт-Петербурзі.